# San Bartolomé de Tirajana
San Bartolomé de Tirajana település Spanyolországban, Las Palmas tartományban. San Bartolomé de Tirajana Agüimes, Santa Lucía de Tirajana, Valsequillo de Gran Canaria, Vega de San Mateo, Tejeda és Mogán községekkel határos. Lakosainak száma 54 116 fő (2024).

## Népesség
A település népessége az elmúlt években az alábbi módon változott:
| Lakosok száma | 40 825 | 44 155 | 49 601 | 52 161 | 55 954 | 54 377 | 53 542 | 53 443 | 52 936 | 54 116 |
|               | 2001   | 2004   | 2007   | 2009   | 2012   | 2014   | 2017   | 2019   | 2022   | 2024   |